# Scouts on Stamps Society International
Scouts on Stamps Society International es una organización filatelica sin fines de lucro, especializada en la colección y estudio de estampillas y otros artículos postales que celebran los movimientos Guía y Scout mundiales.

## Historia
En 1949 Harry J. Thorsen, Jr. publica con apoyo de Arthur McKinney, exejecutivo del Consejo de Scouts de Chicago, el libro Boy Scout Stamps of the World con un tiraje de 1 000 ejemplares y 32 páginas. Mientras Thorsen preparaba el material para la segunda edición del libro es invitado en 1951 por Howard D. Bearce para participar en Youth Organizations on Stamps, una organización filatelica de diez miembros, con sede en Kansas como presidente a cambio de que el nombre de la organización se cambiará a Scouts on Stamps Society y Bearce fuera secretario y editor del boletín.
Con el apoyo de uno de los miembros Thorsen envió varias copias del libro Boy Scout Stamps of the World a diversos países, la primera reunión de los miembros del área de Chicago se realiza el 15 de noviembre de 1952. La primera convención de la sociedad se llevó a cabo el 19 de julio de 1953 durante el 3.er. Jamboree Nacional de los Boy Scouts de América en Santa Ana (California)
En 1956 se agrega la palabra International a Scouts on Stamps Society.
Actualmente es miembro de la American Philatelic Society.

## Publicación SOSSI Journal
La organización mantiene informados a sus miembros por medio de la publicación bimestral de la SOSSI Journal. La primera publicación fue emitida el 5 de marzo de 1952.